# Gare de Saint-Rémy-la-Vanne
La gare de Saint-Rémy-la-Vanne est une gare ferroviaire française, fermée, de la ligne de Gretz-Armainvilliers à Sézanne, située dans la commune de Saint-Rémy-de-la-Vanne (département de Seine-et-Marne).

## Situation ferroviaire
Établie à 96 mètres d'altitude, la gare fermée de Saint-Rémy est située au point kilométrique (PK) 84,453 de la ligne de Gretz-Armainvilliers à Sézanne, entre les gares fermées de Saint-Siméon  et de Jouy-sur-Morin - Le Marais, toutes situées sur la section de Coulommiers à La Ferté-Gaucher, non électrifiée et non exploitée.

## Histoire
La gare était desservie par les trains du réseau Paris-Est. Elle est depuis desservie par des bus.
En novembre 2002, la gare est fermée au service voyageurs, celui-ci étant suspendu entre Coulommiers et La Ferté-Gaucher. Un service routier de cars de substitution est mis en place.

## Correspondances
Indépendamment des autocars Transilien P, la gare est desservie par la ligne 10 du réseau de bus Brie et 2 Morin.

## Projets
La réouverture du tronçon fermé entre les gares de Coulommiers et de La Ferté-Gaucher est inscrite en phase 3 (horizon 2021-2027) du Schéma directeur de la région Île-de-France (SDRIF), adopté par délibération du Conseil régional d'Île-de-France le 25 septembre 2008.
Cependant le schéma de secteur du réseau Est et du RER E, approuvé le 16 mai 2013 par l'ex-Syndicat des transports d'Île-de-France indique Les résultats d’une étude menée par Transilien SNCF sur la réouverture Coulommiers – La Ferté Gaucher montre que les coûts d’exploitation, sans tenir compte des investissements nécessaires en termes d’infrastructure, paraissent disproportionnés par rapport au service rendu et à la population concernée, ce qui ne permet pas d'envisager la réouverture de la section de ligne à un horizon prévisible.
En 2021, des responsables politiques fertois effectuent des études de faisabilité de réouverture de la ligne. Cette étude est vue d'un bon œil par SNCF Réseau, la ligne fermée disposant d'un intérêt économique jugé notable. Les élus locaux et la communauté de communes des Deux Morin sont plus sceptiques, les premiers préférant la mise en place d'une coulée verte sur l'ancienne ligne. L'élue columérienne Laurence Picard manifeste quant à elle son opposition à la réouverture de la ligne, estimant que les lignes de bus suffisent.